# Гексахлороплатинат(IV) натрия
Гексахлороплатинат(IV) натрия — неорганическое соединение, 
комплексное соединение хлоридов металлов натрия и платины с формулой Na2[PtCl6], растворяется в воде,
образует кристаллогидрат — оранжево-красные кристаллы.

## Получение
- Реакция насыщенных растворов гексахлороплатината(IV) водорода и карбоната натрия:

{\displaystyle {\mathsf {H_{2}[PtCl_{6}]+Na_{2}CO_{3}\ {\xrightarrow {}}\ Na_{2}[PtCl_{6}]+CO_{2}\uparrow +H_{2}O}}}

## Физические свойства
Гексахлороплатинат(IV) натрия
растворяется в воде, этаноле.
Не растворяется в эфире.
Образует кристаллогидрат состава Na2[PtCl6]•6H2O — оранжево-красные кристаллы.

## Химические свойства
- Кристаллогидрат при нагревании теряет воду:

{\displaystyle {\mathsf {Na_{2}[PtCl_{6}]\cdot 6H_{2}O\ {\xrightarrow {100^{o}C}}\ Na_{2}[PtCl_{6}]+6H_{2}O}}}